# Vulvoplastia
Vulvoplastia, también conocida como vaginoplastia de profundidad cero, es un procedimiento de cirugía plástica para modificar el aspecto de la vulva o construir una vulva a partir de tejido peneano y escrotal (una neovulva).

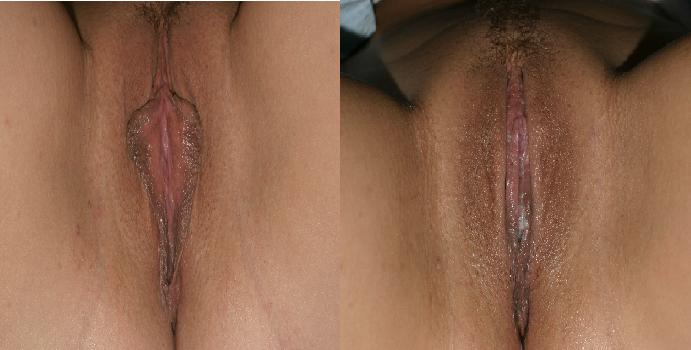
Labioplastia, antes y después de la operación. Los labios menores se han reducido de tamaño.

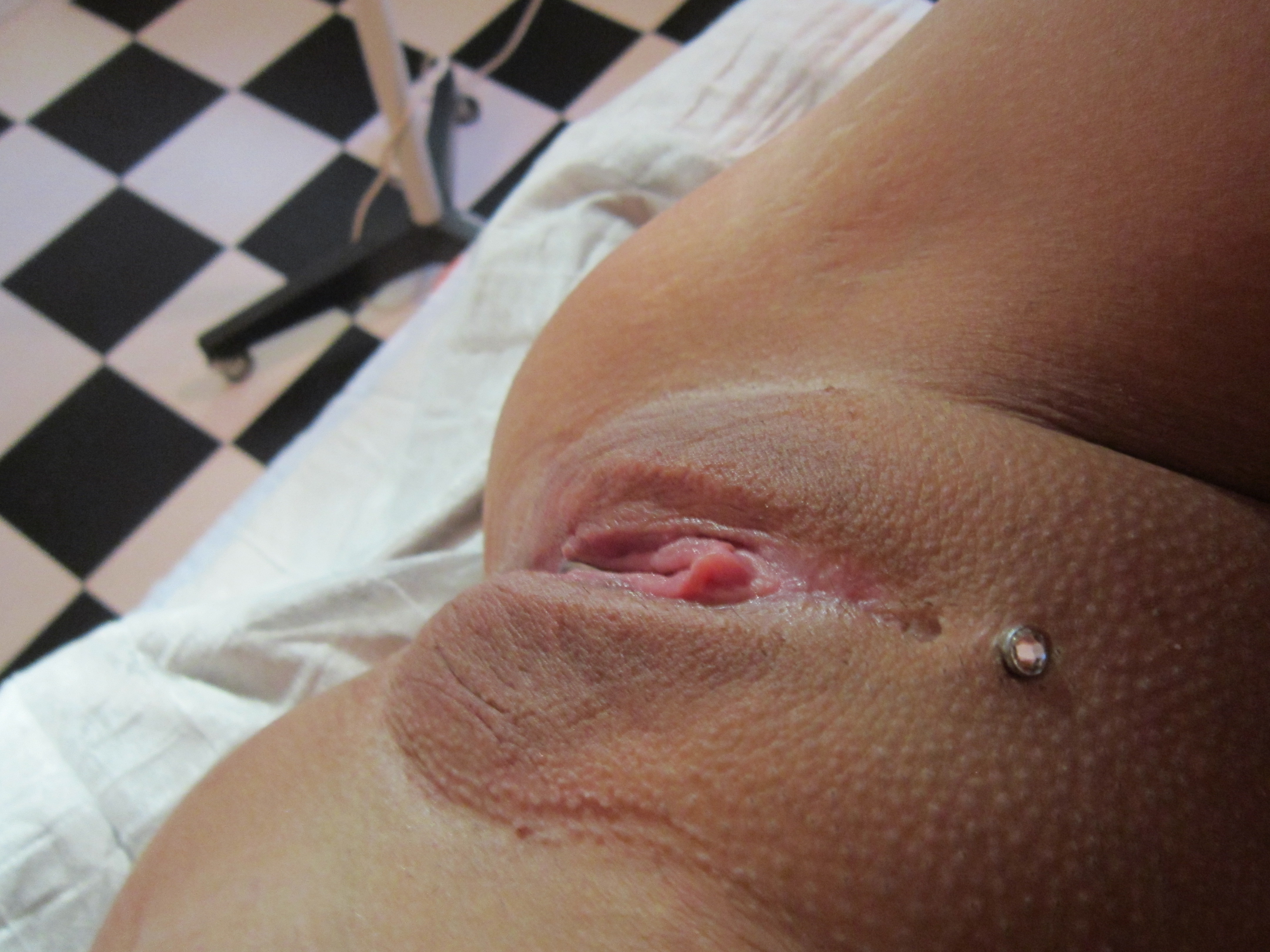
Vulva tras reducción del capuchón del clítoris y labioplastia

## Cirugía
Las mujeres con trastornos congénitos o las mujeres tras una vulvectomía o con traumatismos genitales pueden someterse a una vulvoplastia por razones médicas.
Las mujeres que experimentan molestias vulvares también pueden someterse a una vulvoplastia.

### Cirugía de reafirmación de género
En la cirugía de reafirmación del género, algunas pacientes transexuales de hombre a mujer se someten a una vulvoplastia sin vaginoplastia para reconstruir el exterior de los genitales femeninos.
Durante la clitoroplastia, se fabrica un clítoris a partir del tejido del glande del pene.
La labioplastia puede realizarse como cirugía independiente o como procedimiento subordinado dentro de una vaginoplastia. Los labios menores suelen construirse con piel genital y los mayores con piel del escroto.
El meato urinario en las mujeres trans se crea acortando la uretra y situándola por encima de la neovagina, de forma que la orina descienda hacia abajo al orinar en posición sentada.